# Улица Стаханова (Владикавказ)
Улица Стаханова — улица во Владикавказе, Северная Осетия, Россия.
Начинается от правого берега реки Терек и заканчивается улицей Николаева. Пересекает Иристонскую улицу. От улицы Стаханова начинается Автобусный переулок. Располагается в Промышленном муниципальном округе.
Улица сформировалась в начале 40-х годов XX столетия. Отмечена на плане Орджоникидзе 1943 года. Названа именем основоположника стахановского движения Алексея Стаханова.